# 댄 브라운
댄 브라운(Daniel Brown, 1964년 6월 22일 ~ )은 미국의 소설가이다. 가장 대표적인 작품으로는 《디지털 포트리스》, 《다 빈치 코드》, 《천사와 악마》 등이 있다.
그의 소설은 모두 스릴러이며 대부분 24시간에 걸친 보물찾기의 형식을 기본으로 하고 있으며 암호학, 기호, 열쇠, 음모론 관련 테마가 자주 등장한다. 그의 책들은 52개의 언어로 번역되었으며 2012년을 기준으로 2억부 이상 팔렸다. 그의 책들 중 《다 빈치 코드》와 《천사와 악마》는 영화화 되기도 하였다.
그의 소설 중 4권은 로버트 랭던이라는 같은 주인공을 가진다. 로버트 랭던이 등장하는 소설들은 역사와 기독교관련 테마가 모티프로 사용되는데, 이 때문에 그의 소설은 많은 논란을 일으켰다. 그는 자신의 웹사이트()에서 자신의 책들은 반 기독교적인 내용의 책들이 아니라고 하고 있으며 자신도 현재 "계속되는 영적인 여행"중에 있다고 한다. 더 나아가서 그는 자신의 책 《다 빈치 코드》는 단순히 "종교적인 토론과 고찰을 하게 만드는 재미있는 이야기"일 뿐이며 "우리의 믿음에 대해서 탐험하고 자아성찰의 기회를 가지게 하는 긍정적인 촉매제"라고 했다.

## 이른 생애
댄 브라운은 미국의 뉴 햄프셔 주에서 3형제의 맏이로 태어나고 자랐다. 그는 자신의 아버지 리처드 브라운이 교과서를 쓰며 교사로 있었던 필립스 엑시터 아카데미를 다녔다. 필립스 엑시터 아카데미를 졸업한 후에는 애머스트 대학교에서 공부했다. 그의 부모님은 모두 음악도 하였으며 교회 합창단에서 속했다. 그의 어머니는 오르가니스트이기도 하였다. 그는 미국 성공회 교도로 자랐으나 시간이 지나면서 종교를 새로운 관점으로 보게 되며 기독교나 성공회로부터 멀어졌다.
비밀과 퍼즐, 암호에 관한 댄 브라운의 관심은 어렸을 때 집에서부터 시작되었다. 그가 어린 아이였던 시절 댄 브라운의 부모님이 종사했었던 음악, 언어, 수학을 모두 엮을 수 있었던 것은 암호와 코드였다. 그는 어렸을 때 애너그램과 크로스워드 퍼즐을 풀기 위해 몇시간씩 매달렸고, 그와 그의 동생들은 아버지가 생일이나 휴일이 되면 만들어준 복잡한 보물찾기를 했다. 예를 들어, 크리스마스에는 선물을 머리맡이나 크리스마스 트리 밑에서 찾는 것이 아니라 보물지도를 갖고 마을을 돌아다니면서 아버지가 숨겨 놓은 선물을 찾아야 했다. 그의 소설《다 빈치 코드》에서 소피(Sophie Neveu)와 쟈크(Jacques Sauniere)와의 관계는 댄 브라운이 자신과 아버지 사이의 관계에서 따온 것이며 이 소설의 23장의 내용은 자신이 어려서 했었던 보물찾기들 중 하나에서 영감을 얻어 쓴 것이라고 한다.
애머스트 대학교에서는 스쿼시를 하며 애머스트 글리 클럽에서 노래를 불렀다. 외부강사였던 소설가 앨런 랠척(en:Alan Lelchuck)한테서 글쓰기를 배웠다. 1985년에는 스페인의 세빌대학에서 미술사를 공부했다. 그는 1986년 애머스트 대학을 졸업했다.

## 작곡가, 가수생활
애머스트를 졸업한 후 댄 브라운은 음악관련 진로를 택했다. 신시사이저로 소리를 합성하여 아이들을 위해 신시애니멀즈라는 카세트를 냈다. 이 카세트는 "Happy Frogs", "Suzuki Elephants"등의 곡을 수록하고 있었으며 몇백개가 팔렸다. 그 후, 그는 달리안스(Dalliance)라는 자신의 레코드 회사를 세웠고, 성인들을 겨냥해 관점이라는 CD를 공동 발매하였고, 이 CD도 몇백개 팔렸다.
1991년에 그는 싱어송라이터이자 피아니스트가 되기 위해 할리우드로 갔다. 그는 생계를 유지하기 위해 비벌리 힐스 사립 초등학교에서 가르쳤다. 또한, en:National Academy of Songwriters에도 들어가 많은 이벤트에 참가했다. 이곳에서 그는 자신의 미래 배우자 Blythe Newlon을 처음 만났는데 아티스트 개발 부서 소속인 그녀는 자신의 직접적인 임무가 아니었음에도 불구하고 댄 브라운의 개인적인 프로젝트에 관심을 갖고 많이 도와주었다. 언론에 홍보활동을 하고, 이벤트를 열고, 인맥을 연결해주는 등 댄 브라운에게 도움을 주었고 둘의 관계가 발전하여 1997년에 결혼하게 되었다.
1993년에 CD 댄 브라운을 발매했다."976-Love"와 "If You Believe in Love."등의 노래가 수록되어 있다.
1994년에 CD 천사 & 악마을 발매했다. CD의 디자인에 소설 《천사와 악마》에 사용한 것과 같은 앰비그램을 사용했다. 댄 브라운은 이 앨범의 라이너 노트에 자신의 부인의 참여에 대해 언급하며 감사를 표했다. "Here in These Fields"와  "All I Believe" 등의 곡이 수록되었다.
브라운 내외는 1993년에 댄 브라운의 고향인 뉴 햄프셔로 돌아왔다. 브라운은 필립스 엑시터 아카데미에서 영어교사가 되었고, 링컨 아커맨 스쿨의 6, 7, 8학년들에게 스페인어 수업을 했다.

## 작가 생활
1993년 타히티 섬에서  휴가를 보내다 댄 브라운은 시드니 셸던의 소설 The Doomsday Conspiracy를 읽고 스릴러 작가가 되기로 결심하였다. 그는 《디지털 포트리스》를 쓰기 시작했고, 자신이 1985년에 공부했었던 세빌을 배경으로 삼았다. 그리고 자신의 부인과 함께 "Danielle Brown"이라는 필명으로《187 Men to Avoid: A Survival Guide for the Romantically Frustrated Woman》라는 가벼운 책을 쓰기도 했다. 이 책의 작가 프로파일에는 "Danielle Brown은 현재 뉴 잉글란드에 산다: 학교에서 가르치고, 책을 쓰고, 사람을 피하면서"라고 쓰여 있지만 저작권은 댄 브라운 본인에게 있다.
1996년에 댄 브라운은 책 쓰는 것에 전념하기 위하여 교사직을 그만두었다. 《디지털 포트리스》는 1998년 출판되었고, 그의 아내가 홍보를 도왔다. 몇달 후, 《The Bald Book》이라는 유머 책을 아내 이름으로 출판했지만 사실상 댄 브라운의 작품이라고 출판사 관계자가 밝혔다. 그 후 댄 브라운은 《천사와 악마》, 《디셉션 포인트》를 각각 2000년, 2001년에 쓰고 출판했다. 《천사와 악마》에는 주인공으로 하버드 기호학 교수 로버트 랭던이 처음 등장한다.
댄 브라운의 첫 세 소설은 크게 성공하지 못했다. 각자 초판에 10,000부 이하밖에 팔리지 않았다. 하지만 그의 4번째 소설 《다 빈치 코드》는 출판과 동시에 바로 베스트셀러가 되었고, 2003년에 출판된지 일주일 만에 뉴욕 타임즈 베스트셀러 목록에 올라갔다. 현재 가장 인기 많았던 스릴러 중 하나로 평가받으며 2009년 기준으로 전 세계에 약 8100만부 이상 팔렸다.《다 빈치 코드》의 성공으로 인해 큰 성공을 거두지 못했었던 댄 브라운의 이전 소설들도 잘 팔리기 시작했다. 그래서 2004년, 댄 브라운의 책 4권 모두 뉴욕 타임즈 베스트셀러 목록에 올라갈 수 있었다. 2005년에는 댄 브라운이 타임즈 매거진이 선정한 "가장 영향력 있는 100인"안에 들었고, 포브스 매거진은 댄 브라운을 2005 연예인 100인에서 12위로 선정했다. 또한, 그의 매년 수입을 약 7650만 US달러로 예상했다. 타임즈는 《다 빈치 코드》로 인한 그의 수입을 약 2억 5000만 US달러 정도로 예상했다.
로버트 랭던 시리즈의 세번째 책, 《로스트 심벌》은 2009년 9월 15일에 출판되었다.출판사 관계자에 의하면 이 책은 첫날에 천만부 이상 하드커버와 e북으로 미국, 캐나다, 영국 등에서 팔렸다. 이런 성공으로 첫 5백만부에 이어서 추가적으로 600,000부의 하드커버가 프린트되었다.
로버트 랭던이 등장하는 댄 브라운의 네번째 소설, 《인페르노》는 2013년 3월 14일 출판되었다. 이는 곧 베스트셀러가 되었다.
2006년 인터뷰에서 댄 브라운은 로버트 랭던이 출연할 소설로 12개를 현재 구상하고 있다고 하였다.
댄 브라운의 소설 속 사람들은 실제 사람의 이름을 따서 지어지는 경우가 많다. 대표적으로 로버트 랭던은 "존 랭던"의 성을 따 와서 만든 이름인데, 존 랭던은 《천사와 악마》에 쓰인 앰비그램을 디자인한 사람이다. "캐멀랜고 칼로 벤트레스카"라는 인물은 댄 브라운의 만화가 친구 "클라라 벤트레스카"의 이름을 따서 만들었다. 소설 속에서 로버트 랭던의 에디터로 등장하는 조나스 파쿠만은 댄 브라운의 실제 에디터 제이슨 카푸만의 이름을 딴 것이다. 이 외에더 뉴 햄프셔의 어떤 도서관의 사서, 필립스 엑시터 아카데미의 프랑스어 선생님 등을 기반으로 소설 속 인물을 만들어내기도 했다고 밝혔다.

### 영향 및 특징
앞서 언급되었던 시드니 셸던 이외에도 댄 브라운은 자신에게 영감을 준 다른 작가나 작품들에 대하여 많은 언급을 했다. 그는 자신이 가장 큰 영향을 준 책 6개를 꼽았다. 그 여섯개는 더글러스 호프스태터의《괴델, 에셔, 바흐》, 프레드 우릭슨의 《Codes Ciphers & Other Cryptic & Clandestine Communication(코드, 암호 & 다른 암호적 & 비밀스러운 의사소통)》, 존 스타인벡의《생쥐와 인간》, 존 랭던의《말놀이:앰비그램과 앰비그램에 대한 고찰》, 윌리엄 셰익스피어의《헛소동》(Much Ado About Nothing), 제임스 뱀포드의《퍼즐 팰리스》이다.
그는 《헛소동》에 대해서 "나는 영어교사가 되어 이 작품을 가르쳐야 하는 입장이 되기 전깨지는 '헛소동'이 얼마나 웃긴 극인지 진실로 알지 못했다. 이보다 더 위트있는 대화는 어디에서도 찾아볼 수 없다"고 말했다. 또한 로버트 러들럼의 《본 트릴로지》에 대해 "러들럼의 초기 작품들은 복잡하고 똑똑하며 동시에 번개와 같은 빠르기로 전개된다. 그의 책들은 나로 하여금 세계적인 스릴러에 관심을 가지게 했다."고 말했다." 그가 좋아하는 다른 작품들에는 제퍼리 아처의 《케인과 아벨》, 넬슨 드밀의 《자두섬》, 그리고 《스타일의 원소》등이 있다.
댄 브라운의 소설에서 반복적으로 나타나는 테마는 일상 속에서 생활하던 주인공을 일상에서 빼내어 전혀 다르고 새로운 환경에서 위기에 대처하게 하는 것이다. 또한, 이야기의 전개는 24시간 안에서 이루어지며 강한 여성 캐릭터가 등장한다.
그의 소설들은 모두 방대한 양의 리서치가 필요하다는 특징이 있다. 이런 특징 때문에 책 한권을 쓰는데만 약 2년까지 걸린다. 댄 브라운은 이런 큰 작업을 진행할 때 계속 집중할 수 있도록 책의 큰 테마(댄 브라운은 이것을 "빅 아이디어"라고 부른다)를 정할 때 자신에게 정말 흥미 있는 주제를 선택한다고 한다. 댄 브라운은 가장 이상적인 테마와 그 대상은 쉽게 옳고 그름이 나뉘지 않으며 사람들에게 도덕적 문제를 제기하여 토론의 주제가 될 수 있는 것이라고 했다. 브라운은 퍼즐과 코드, 보물찾기를 매우 좋아하기 때문에 이런 테마로 글을 쓰며 이런 내용들을 엮어 넣는다.
댄 브라운에게 글쓰기란 계속적이고 규칙적인 연습을 통해 이루어지는 활동이며 이를 위해서 그는 매우 규칙적인 생활을 한다. 이는 《디지털 포트리스》를 쓰면서 만든 습관으로 글쓰기와 학교 교사를 동시에 했어야 했던 시절에 형성되었다.그는 매일 새벽 4시, 집중을 방해하는 것이 없고 자신이 가장 생산적이라고 느끼는 시간에 기상한다. 일어나서 가장 먼저 하는 활동이 글쓰기이고, 이는 그에게 상징적인 의미를 가진다고 한다. 그는 자신의 책상위에 앤틱 모래시계를 놓아서 매시간마다 잠시 팔굽혀펴기, 윗몸일으키기, 스트레칭을 한다.

## 기부 활동
2004년 8월, 댄 브라운과 그의 형제들은 220만 US달러의 기부금을 아버지를 기념하여 필립스 엑스터 아카데미에 기부했다. 이 돈은 "리처드 브라운 테크놀로지 기부금"이라는 이름으로 "필요한 학생들에게 컴퓨터와 하이테크 장비를 지급하기 위해" 사용되었다.
브라운 내외는 뉴 햄프셔 자선 재단을 지지하기도 한다.

## 저서

### 시리즈가 아닌 책들
- 《디지털 포트리스》 (1998)
- 《디셉션 포인트》 (2001)

### 로버트 랭던 시리즈
- 《천사와 악마》 (2000)
- 《다 빈치 코드》 (2003)
- 《로스트 심벌》 (2009)
- 《인페르노》 (2013)
- 《오리진》 (2017)

### 유머 책
- 《피해야 할 187 남자: 로맨틱하게 화가난 여성을 위한 생존 가이드》(187 Men to Avoid: A Survival Guide for the Romantically Frustrated Woman) (1995, Danielle Brown이라는 필명으로 아내와 함께 씀)
- 《대머리 책》(The Bald Book) (1998, 아내와 함께 씀)